# Younous Oumouri
Younous Oumouri (Le Port, 30 augustus 1975) is een Franse voetballer met Malagassische roots. Zijn positie is rechtssback. Oumouri begon zijn carrière bij Olympique Marseille. In 1999 kwam hij naar België, maar bleef een tijdje hangen in de lagere divisies. In het seizoen 2001-2002 lag hij onder contract bij SK Beveren, maar hij kon zich niet in de kijker spelen. Na een paar passages bij andere ploegen, kwam hij in Derde Klasse A terecht bij FCV Dender EH, en hij maakte samen met de club de promotie mee naar tweede klasse en ook die naar eerste klasse. In het begin van het seizoen kwam hij niet aan de bak, maar daarna groeide hij uit tot een sterkhouder op de rechtsachter en werd hij ook vice-aanvoerder na Steven De Petter. In 2008 zette hij zijn carrière verder in Griekenland, waar hij tekende voor tweedeklasser Apollon Kalamarias. Ook bij deze club was hij basisspeler. In 2009 trok hij naar reeksgenoot AO Egaleo.